# Сапшо
Сапшо (рус. Озеро Сапшо) глацијално је језеро у северозападном делу Смоленске области, на западу европског дела Руске Федерације. Налази се у централном делу Демидовског рејона, готово у самом средишту националног парка Смоленско појезерје. Сматра се једним од најлепших руских језера и има статус споменика природе.

## Физичко-географске карактеристике
Језеро Сапшо налази се у северизападном делу Смоленске области, на око 39 км североисточно од града Демидова, односно на око 120 км северно од града Смоленска. У југоисточном делу језера протеже се подводни моренски гребен који на површину избија у виду 5 мањих острва (од укупно 6 колико их има на језеру) која готово деле језеро на два дела, северни који је знатно дубљи, и јужни који је плићи.
Просечна дубина је око 7,3 метра, док је максимална дубина од 18,6 метара у самом средишту језера. Површина језерске акваторије 3,04 км², максимална дужина 3 км, а ширина до 1,8 километара. Запремина воде у језеру је 21,3 млн м³, провидност је до 3 метра, а површина басена 84 км².
Под ледом је од краја новембра (некада и касније) па до средине априла (некада и до почетка маја) када се услед топљења снега ниво воде у језеру повећа за 3 до 4 метра. Дебљина леденог покривача обично је између 50 и 70 цм, ређе и до 90 цм за време хладнијих зима, а под ледом је у просеку између 150 и 170 дана.
Најважнија протока језера је река Јељша која га повезује са басеном Западне Двине. У језеро се улива као Сапшанка, а из њега отиче као Сапша (али се оба водотока сматрају горњим делом тока Јељше).
Језеро лежи у зони умереноконтиненталне климе са просечним јануарским температурама од -9 °C, односно јулским од +17 °C. Количина падавина је доста велика и на годишњем нивоу креће се између 630 до 730 мм, а између 170 и 190 дана годишње је са падавинама. Вегетациони период траје од 129 до 143 дана.

## Живи свет
Језеро Сапшо се налази у зони мешовитих листопадно-четинарских шума умерених предела.
Некада је језеро било веома богато рибом, али је услед неконтролисаног лова почетком XX века када се ловило и преко 10 тона рибе годишње рибљи фонд у језеру био готово десеткован. Касније је порибљавањем број рибљих врста враћен на природни ниво. Процењује седа данас у језеру обитава око 19 рибљих врста, од којих су најраширеније смуђ, деверика, крупатица и црвенперка.

## Туризам
На северној обали језера сместила се варошица Пржеваљскоје, која је уједно и административно средиште националог парка Смоленско појезерје.
На северозападној обали језера откривени су минерални извори на дубини од 200 метара, док су на дубини од 950 метара пронађене минералне соли чија концентрација је и до 5 пута виша него у морској води. Слане купке помажу пацијентима са обољењима коштано-зглобног система, периферног нервног и кардиоваскуларног система. Захваљујући овим природним богатствима на обали језера је 1974. отворен бањско-лечилишни комплекс са 560 кревета (највећи бањски објекат тог типа на територији Смоленске области).